# Acropyga fuhrmanni
Acropyga fuhrmanni är en myrart som först beskrevs av Auguste-Henri Forel 1914.  Acropyga fuhrmanni ingår i släktet Acropyga och familjen myror. Inga underarter finns listade i Catalogue of Life.